# Matonotus improvisus
Matonotus improvisus är en insektsart som beskrevs av Capener 1971. Matonotus improvisus ingår i släktet Matonotus och familjen hornstritar. Inga underarter finns listade i Catalogue of Life.